# أحمد الربعي
أحمد عبد الله الربعي (ديسمبر 1949 في المرقاب في الكويت  - 5 مارس 2008)، دكتور في الفلسفة الإسلامية في جامعة الكويت وكاتب في جريدة الشرق الأوسط اللندنية ووزير التعليم السابق وعضو في مجلس الأمة الكويتي سابقاً، توفي في يوم 5 مارس 2008 بعد صراع طويل مع مرض العضال استمر أكثر من سنتين واستدعى إرساله إلى الولايات المتحدة مرات عدة للعلاج. وكان يدعو إلى التفكير العقلاني لحل النزاعات العربية ومحاولته لوضع سبل الحوار للتعايش مع الآخرين.

## نشأته وتعليمه
بدأ دراسته في المعهد الديني، وكان معظم مدرسيه من الأزهر ودرس المذهب الحنبلي، وقد ساعدته هذه الدراسة على تحسين لغته العربية بشكل جيد، وبعدها انتقل إلى مدرسة المرقاب المتوسطة وبعدها انتقل إلى مدرسة صلاح الدين المتوسطة وكانت تلك المدرسة تنظم النشاطات المدرسية من الصباح وحتى الليل، وكان الطلبة يديرون المدرسة والمقصف مما أدى إلى تحملهم المسؤولية، وخلال تلك المرحلة تعرف على الفكر القومي ، أنهى دراستة الثانوية في ثانوية الشويخ في عام 1967، ونال الشهادة الجامعية من جامعة الكويت قسم الفلسفة في عام 1975، و أكمل دراسته العليا في الولايات المتحدة حيث حصل على الماستر من جامعة كولورادو، [بحاجة لمصدر] بينما حصل على الدكتوراه من جامعة هارفرد في الولايات المتحدة الأمريكية في عام 1984.

## عمله
وكان يكتب في جريدة السياسة وجريدة الوطن وجريدة القبس وجريدة الشرق الأوسط، وكان يكتب في جريدة القبس منذ عام 1991 وحتى وفاته، وعرفت زاويته باسم "بالمقلوب"، وفي عام 1998 بدأ بالكتابة في زاوية اسمها أربعائيات ، قام بالتدريس في جامعة الكويت، وكان مدرسا للثقافة الإسلامية، وكان يتعرض لانتقادات من أصحاب الفكر الإسلامي عندما كان نائبا ووزيرا.

## مشاركته في السياسة
وكان قد تعرف على الفكر القومي في مدرسة صلاح الدين المتوسطة، حيث قرأ قصيدة تحث على التبرع بالمال لمصر تقول:
وخلال دراسته في ثانوية الشويخ، كانت المدرسة يوجد بها من كل التيارات، وانضم هو إلى تيار القوميين العرب، وكانت المدرسة تتأثر بأي حدث عربي يحدث وكانت الشرطة متواجدة بصورة مستمرة في المدرسة.
ودخل الربعي المعترك السياسي منذ الستينات في مقتبل شبابه ضمن التيار القومي اليساري وكانت له مشاركة في ثورة ظفار في سلطنة عمان وسجن بسببها لمدة أربع سنوات منذ عام 1970 إلى عام 1973 وقبل ذلك في الكويت هرب من الاعتقال عام 1969 بعد أن ساهم مع بعض أفراد تنظيمه السياسي في محاولات التفجير التي إستهدفة مجلس الأمة ووزارة الداخلية حيث كان ناشطاً قوياً في المعارضة السياسية.

أحمد الربعي في جبال ظفار مقاتلاً الاستعمار البريطاني

كان عضو في مجلس الأمة الكويتي في عام 1985 و1992 و1999، وكان وزيرا للتربية بين عامي 1992 و1996.

## عمله الثوري
شارك في حركة المقاومة الفلسطينية في الأردن في أثناء دراسته في الجامعة، وانضم بعدها إلى ثوار ظفار في أوج نشاطهم بين عامي 1969 و1970، وقد سُجِن في أحد السجون العمانية وهو سجن قلعة الجلالي .

## مرضه
تعرض إلى ورم في الدماغ مما استدعى إلى ذهابه إلى العلاج في الولايات المتحدة الأمريكية حيث قام بالعملية وتمت إزالة جزء من الورم واستغرقت فترة العلاج لما يقارب السنتين .

## أبناؤه
- قتيبة.
- طارق.
- خالد.
- منيرة.

## كتبه
- أربعائيات، 2008 (كتاب يجمع مقالاته).[9]

## أبرز ما قاله
- لم أرضَ لفكري أن يتجمّد تحت مكيفات الهواء... لذا فإني وضعته تحت مشرط الممارسة وعندئذ خجلت ومت خجلاً... ويا لها من خطوة إلى الأمام، أن يخجل الإنسان، فإن هذا يعني أنه انتصر على ذاته ولمصلحة الحقيقة فالخجل عاطفة ثورية.
- اللّٰهم احم وطني من أهله، أما أعداؤه فهو كفيل بهم.
- هالنفط وارتفاعه يغطيان كل العورات، ولكن حذارٍ من يوم تنخفض فيه أسعار النفط وترتفع فيه الأجور.
- الكبار الذين يكسرون القانون ويستولون على المال الحرام يسكتون متعمدين عن سرقة الصغار حتى يصبح المجتمع كله متساويا في السرقة .
- الأمم تدرس تاريخها بعين فاحصة ناقدة بهدف أن تتعلم أجمل ما فيه، وتحاول أن تتجنب تكرار أخطاء الماضي، ونحن أمة لا يتجرأ أحياؤها على نقد أمواتهم.
- لا يمكن لأمة أن تزدهر في الرياضة وتتخلف في السياسة والاقتصاد والفنون والآداب، وإذا حدث ذلك فهو استثناء مؤقت فالحضارة كل لا يتجزأ.
- يا وطني، إنّي أعدك باسم كثير من الخيرين أن نضبط ساعاتنا على دقات قلبك وكلما سألنا أحدهم عن الوقت أعطيناه التوقيت المحلي لمدينة قلبك الجميل ! [5]

## كتب عنه
- وداعا يا أحمد / يوسف الجاسم ، 2008.[10]